# تيد بيتس (لاعب كرة قدم أمريكية)
تيد بيتس (بالإنجليزية: Ted Bates)‏ هو لاعب كرة قدم أمريكية أمريكي، ولد في 22 سبتمبر 1936 في باي تاون في الولايات المتحدة.

## وصلات خارجية
- تيد بيتس على موقع مرجع كرة القدم المحترفة.كوم (الإنجليزية)